# Мінамі-Етідзен
35°50′6″ пн. ш. 136°11′40″ сх. д. / 35.83500° пн. ш. 136.19444° сх. д.

Міна́мі-Етідзе́н (яп. 南越前町, みなみえちぜんちょう, МФА: [mʲinamʲi et͡ɕid͡zeɴ t͡ɕoː]) — містечко в Японії, в повіті Нандзьо префектури Фукуй. Станом на 1 червня 2009 площа містечка становила 343,84 км². Станом на 1 липня 2011 населення містечка становило 11 435 осіб.